# Josef Mauder

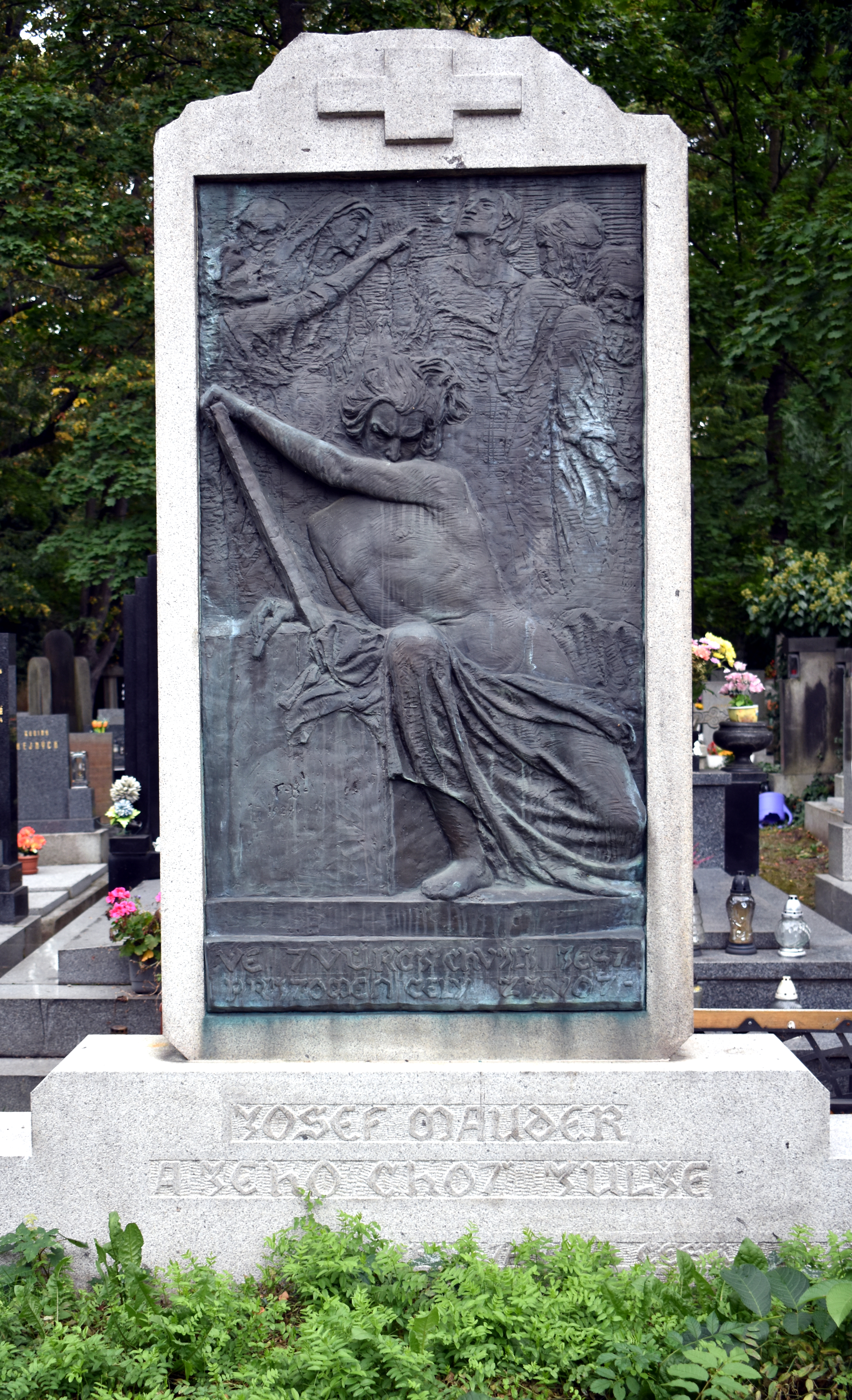
Hrob sochaře Josefa Maudera na Olšanských hřbitovech v Praze

Josef Mauder (1. prosince 1854 Praha – 15. listopadu 1920 Praha-Podolí) byl český sochař, malíř, profesor na c. k. Státní průmyslové škole v Praze, řádný člen České akademie císaře Františka Josefa pro vědy, slovesnost a umění, vážený člen mnoha odborných gremií a autor statí o výtvarném umění.

## Život
Josef Mauder se narodil jako nejmladší ze čtyř dětí v pražské měšťanské rodině krejčího Františka Maudera (1810–1861) a jeho manželky Karolíny, rozené Feifarové (* 1815). Jeho starší bratři Jeroným (* 1849) a Karel (* 1852) byli zlatníky.
Studoval na všeobecném gymnáziu v Praze a v letech 1869/70 absolvoval dva přípravné semestry na C. a k. Uměleckoprůmyslové škole při Rakouském muzeu pro umění a průmysl ve Vídni. V letech 1870–1877 vystudoval malířství na Akademii v Praze u profesorů Josefa Matyáše Trenkwalda, Jana Swertse a Antonína Lhoty. Jeho přáteli tam byli Mikoláš Aleš, Emanuel Krescenc Liška, Jakub Schikaneder, Max Pirner, k jeho spolužákům patřili mj. Vojtěch Hynais, František Ženíšek, Václav Brožík nebo Antonín Chittussi.
Sochařský obor na AVU tehdy ještě nebyl zaveden, proto Mauder navštěvoval soukromě hodiny modelování v ateliéru sochaře Tomáše Jana Seidana.
Po úspěšném ukončení studií pracoval Mauder nejprve jako asistent na AVU a od roku 1882 ve vlastním ateliéru. Roku 1883 byl jmenován profesorem na c. k. Státní průmyslové škole v Praze, kde vyučoval modelování a kreslení do roku 1911. Františku Bílkovi, který byl jeho studentem v letech 1888–1889, pomohl ke získání stipendia pro studium na Colarossiho akademii v Paříži. Jeho žáky byli i Stanislav Sucharda a Leonard Rotter.
21. listopadu 1885 se na Novém Městě pražském v kostele sv. Štěpána oženil s Julií Meergansovou (* 1855), jeho manželka zemřela roku 1912 a manželství zůstalo pravděpodobně bezdětné. V letech 1883 navštívil Toskánsko, Lombardii a Benátky a roku 1885 v doprovodu své ženy také Řím a Sienu.
Vystavoval již jako student AVU roku 1875, poté na kolektivních výstavách Krasoumné jednoty (1879, 1891) a Umělecké besedy (1879), později jako člen JUV (1899, 1900, 1901).
V bytě Mauderových v domě čp. 513/II v Ječné ulici 18 se scházela společnost výtvarníků a literátů (Jaroslav Vrchlický, Josef Václav Sládek, Jiří Karásek ze Lvovic, Beneš Knüpfer, František Ženíšek, Max Pirner, Zdenka Braunerová, Antonín Wiehl, Josef Fanta). K blízkým přátelům patřil Julius Zeyer, se kterým ho spojovala záliba ve sbírání starožitností. Zeyer Mauderovi věnoval některé rukopisy, Mauder Zeyerovi sádrové modely soch. Mauder je autorem Zeyerova pomníku v Chotkových sadech.
Mauder byl přispívajícím členem Podpůrného spolku pro podporu mladých českých umělců (předseda Max Pirner), který vznikl při AVU roku 1988, kdy byl ředitelem Julius Mařák. V letech 1902 a 1908 byl členem správní komise Akademie (prezidentem byl Josef Hlávka) a také správní rady Hlávkovy nadace.
Mauder stál o sblížení JUV a SVU Mánes a přičinil se o vydání prvního ročníku časopisu Volné směry (1897), ale pozdější názorové roztržce obou spolků nedokázal zabránit.
Jako přední osobnost národně orientovaného JUV usiloval v rámci emancipačních snah českého národa v monarchii o navázání kontaktů s ruskými malíři z okruhu I. J. Repina (sdružení Peredvižniků). JUV uspořádal jejich výstavu v Praze roku 1900 a Repin byl zvolen čestným členem. Styky pomáhala zprostředkovat Mauderova žena Julie, členka pražského kroužku rusofilů.
V roce 1902 uspořádal SVU Mánes v Praze výstavu Auguste Rodina, která ovlivnila řadu českých sochařů. Mauder byl v té době sochařskou autoritou a jako zastánce akademického realismu, který se odvolával na italskou ranou renesanci reprezentovanou Donatellem, odmítal prvky naturalismu a expresivního zobrazení. Přestože jako pedagog ovlivnil Františka Bílka a Stanislava Suchardu, zůstal spíše konzervativní k novým proudům symbolismu a secese a s Františkem Bílkem se ještě během jeho stipendijního pobytu v Paříži názorově i lidsky rozešel.
Spolu s J. V. Myslbekem byl členem poroty jmenované Městskou radou pražskou pro posouzení soutěžních návrhů řady pražských pomníků (Jan Hus, sv. Václav, F. Palacký, Josef Mánes) a sochařské výzdoby budov (Národní muzeum, Městská spořitelna pražská v Rytířské ulici, sv. Vít, sv. Mikuláš (Staré Město), Vinohradské divadlo), oponoval puristické přestavbě Týnského chrámu. Zasedal také v porotách pro restaurování soch, např. při záchraně Brokoffových sousoší, která se zřítila při poškození Karlova mostu povodní roku 1890.
Mauder publikoval řadu odborných statí v časopise Dílo o významných malířích AVU nebo poukazoval na špatný stav Braunova betlému v Kuksu a nutnost jeho restaurování.
Josef Mauder zemřel v Praze 15. listopadu 1920 a je pohřben spolu se svou ženou na Olšanských hřbitovech. Autorem reliéfu na hrobce je František Bílek.
Sbírku starožitností Mauder roku 1914 nabídl Muzeu Království českého. Sochařskou pozůstalost odkázal České akademii věd a umění k rozprodeji a zřízení Fondu manželů Mauderových k podpoře mladých umělců.

### Členství
- 1898–1920 Jednota umělců výtvarných (předseda 1899)
- 1901 Česká akademie císaře Františka Josefa pro vědy, slovesnost a umění

## Dílo

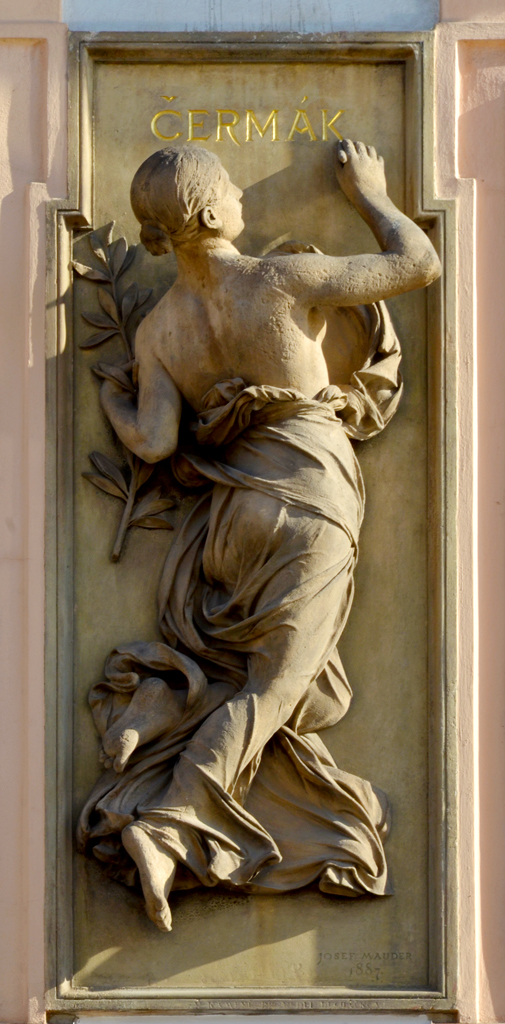
Josef Mauder, pamětní deska Jaroslava Čermáka, 1881, Betlémské náměstí v Praze

Josef Mauder patřil k umělcům mladší generace Národního divadla. Jeho sochařská tvorba byla ovlivněna studiem u novorenesančního sochaře Tomáše Seidana a francouzským akademickým realismem (Paul Dubois). V českých zemích patřil na počátku 20. století spolu J. V. Myslbekem k zakladatelům pomníkové tvorby. Jeho sochy byly určeny jako dekorativní doplněk architektury, ale obvykle jsou alegorickým zobrazením literárního námětu (Poezie,Vlast, Umění, Vědy) a ve snaze vyjádřit poetickou metaforu byly předchůdcem sochařského symbolismu.
Mauder vycházel i z tradice českého baroka, jak dosvědčuje pyramidální kompozice jeho návrhu sousoší pro pylony Palackého mostu.
V době studia v ateliéru A. Rodina s Mauderem udržoval písemný styk Josef Mařatka, ale Mauderova sochařská tvorba zůstala Rodinovou secesně symbolistní plastikou nedotknuta a jen ojediněle překročila hranice monumentálního romantizujícího historismu.
Na některých realizacích v architektuře spolupracoval s architektem Antonínem Wiehlem: Slavín a rodinné hrobky na Olšanech, budova Městské spořitelny pražské v Rytířské ulici čp. 236/I (1892–1894), jejíž projekt Wiehl zpracoval společně s architektem Osvaldem Polívkou. Na výzdobě se podíleli malíři Mikoláš Aleš a František Ženíšek a další a kromě Maudra sochaři Bohuslav Schnirch a Stanislav Sucharda a řada dalších. Podílel se na výzdobě Vily Antonína Wiehla ve Smolnici u Loun spolu Mikolášem Alšem a Josefem Václavem Myslbekem (1898).
Počínaje pomníkem Julia Zeyera se Mauderova sochařská tvorba mění od klasicizujícího realismu k novoromantické plastice naplněné symbolickými významy (Oběť, 1903).

### Ocenění
- 1892 První výroční cena Akademie císaře Františka Josefa v oboru výtvarných umění (Slavín)
- 1905 První cena z Fondu JUDr. J. Kaňky (za sochu Světlonoš)
- 1914 První výroční cena Akademie císaře Františka Josefa v oboru výtvarných umění (pomník J. Zeyera)

### Sochy podle data vzniku
- 1875 Laškující satyr
- 1877 alegorie Poezie, Pomona
- 1879 reliéf anděla s palmovou ratolestí (hrobka Tonderů)
- 1880 reliéf Podobizna mladé dámy (sádra)
- 1881 sgrafita, Pokratice u Litoměřic
- 1881 návrhy na výzdobu pylonů Palackého mostu, sousoší Libuše, Přemysla a Lumíra (2. cena)
- 1881 busta Bernarda Bolzana
- Dvojportrét manželů Marie a Antonína Wiehlových, reliéf
- 1881 sádrová studie k pamětní desce Jaroslava Čermáka
- 1882 návrh pomníku K. Havlíčka Borovského pro Kutnou Horu (nerealizováno)
- 1881–1886 reliéfní medailony: F. A. Brauner, F. Novotný
- 1884 reliéfy Muž se vztyčenou hlavou, Muž s plnovousem
- 1886 sgrafita, letohrádek v Černošicích
- 1887 sochy Kazi a Bivoje pro štít radnice v Kolíně
- 1887 sádrové skici pro sochy lemující hlavní vstup Národního muzea – alegorie Přírodních věd a Astronomie, alegorie Historie a literatury; v pískovci provedeny r. 1893
- 1887 alegorická socha Fámy, zapisující údaje na pamětní desce malíře Jaroslava Čermáka v Praze na Betlémském náměstí, pískovec
- 1887–1888 záslužná medaile královského hlavního města Prahy, provedl Jeroným Mauder
- 1890 pamětní medaile České akademie císaře Františka Josefa I.
- 1889–1904 Národní hrobka Slavín v Praze na Vyšehradě – sochy Vlast jásající, Vlast truchlící, socha okřídleného Génia se sarkofágem

- 1895 Urna Vojty Náprstka

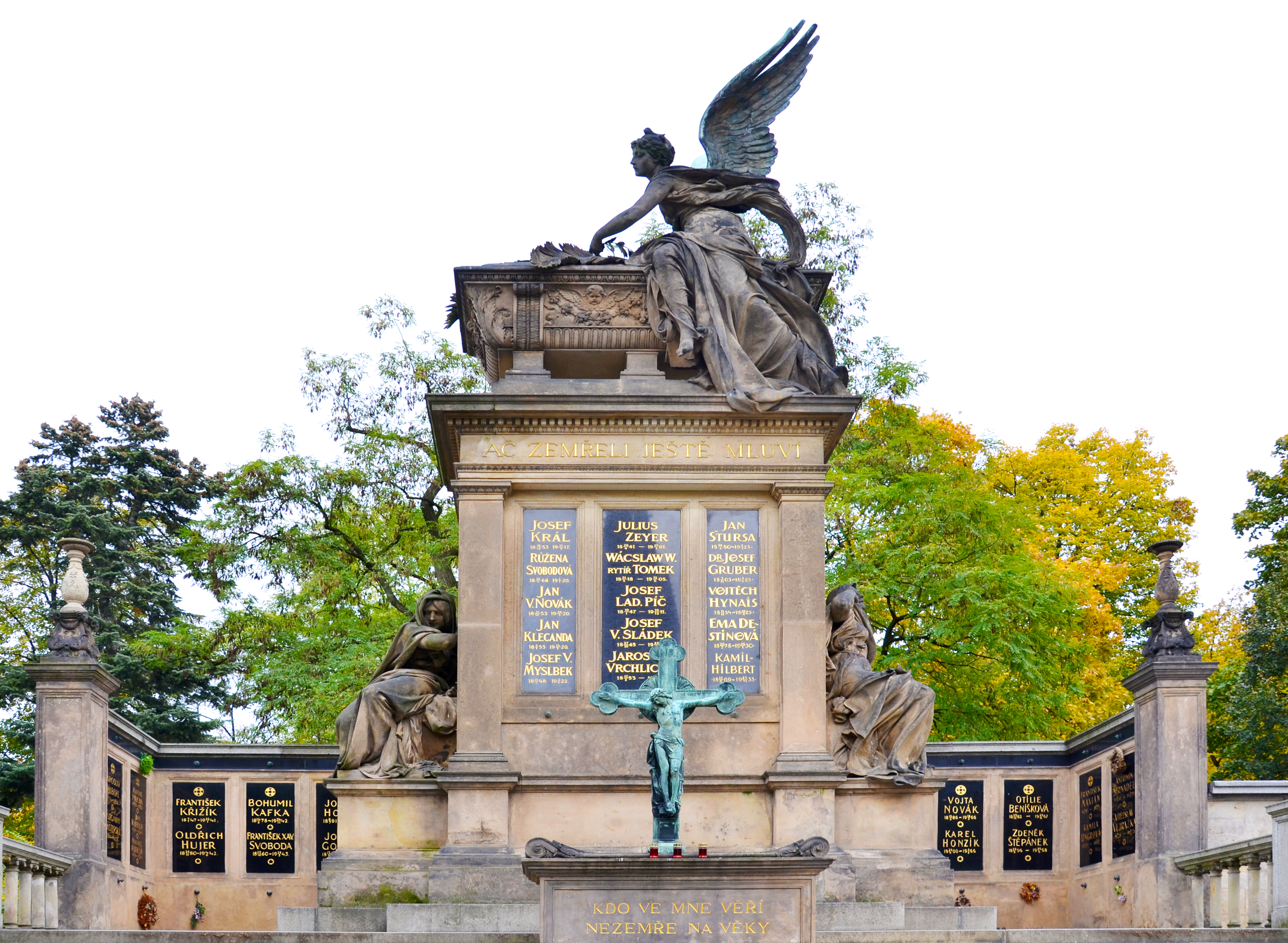
Josef Mauder, 1889–1904 Národní hrobka Slavín na Vyšehradě – sochy Vlast jásající, Vlast truchlící, socha okřídleného Génia se sarkofágem

- 1895 alegorické sochy Víry, Vlastenectví, Strakova akademie
- 1905 Sochy Světlonošů, alegorie Ostražitosti, hala a vestibul Městské spořitelny
- 1912 Plastika okřídleného génia pro hrobku Tonderů
- 1902–1913 Pomník Julia Zeyera v Chotkových sadech
- 1903 Oběť
- 1905 Biblické drama, Pramen
- 1909 Žena v koupeli
- 1915 Socha truchlící ženy se závojem pro hrobku Leopolda Katze, Olšanské hřbitovy

### Zastoupení ve sbírkách
- Národní galerie Praha
- Památník národního písemnictví
- Národní muzeum Praha
- Galerie hlavního města Prahy
- Muzeum hlavního města Prahy

### Encyklopedie
- Lubomír Slavíček (ed.), Slovník historiků umění, výtvarných kritiků, teoretiků a publicistů v českých zemích a jejich spolupracovníků z příbuzných oborů (asi 1800–2008), sv. 1, s. 898–899, Academia Praha 2016, ISBN 978-80-200-2094-9